# Chengxi

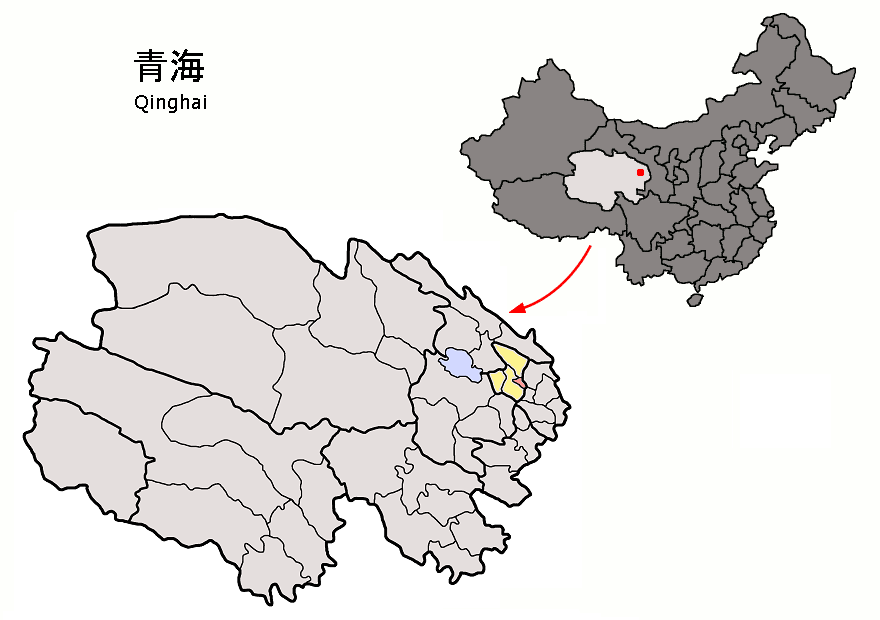
Lage des Gebietes der vier Stadtbezirke (rosa) von Xining in Qinghai

Chengxi (城西区,  Chéngxī Qū – „Weststadt“) ist ein Stadtbezirk der bezirksfreien Stadt Xining, der Hauptstadt der chinesischen Provinz Qinghai. Er hat eine Fläche von 54,22 km² und zählt 326.866 Einwohner (Stand: Zensus 2020).

## Administrative Gliederung
Der Stadtbezirk setzt sich aus fünf Straßenvierteln und eine Großgemeinde zusammen. Diese sind:
- Straßenviertel Xiguan Dajie (西关大街街道), Sitz der Stadtbezirksregierung;
- Straßenviertel Guchengtai (古城台街道);
- Straßenviertel Hutai (虎台街道);
- Straßenviertel Shenglilu (胜利路街道);
- Straßenviertel Xinghailu (兴海路街道);
- Großgemeinde Pengjiazhai (彭家寨镇).

## Ethnische Gliederung der Bevölkerung (2000)
Beim Zensus im Jahr 2000 hatte der Stadtbezirk Chengxi 225.412 Einwohner.
| Name des Volkes | Einwohner | Anteil |
| --------------- | --------- | ------ |
| Han             | 199.262   | 88,4 % |
| Hui             | 13.749    | 6,1 %  |
| Tibeter         | 6.996     | 3,1 %  |
| Tu              | 1.772     | 0,79 % |
| Manju           | 1.235     | 0,55 % |
| Mongolen        | 1.134     | 0,5 %  |
| Salar           | 750       | 0,33 % |
| Tujia           | 128       | 0,06 % |
| Zhuang          | 74        | 0,03 % |
| Koreaner        | 60        | 0,03 % |
| Miao            | 42        | 0,02 % |
| Xibe            | 26        | 0,01 % |
| Dongxiang       | 24        | 0,01 % |
| Yi              | 24        | 0,01 % |
| Bai             | 24        | 0,01 % |
| Bonan           | 22        | 0,01 % |
| Sonstige        | 90        | 0,04 % |